# Gobernador de Táchira
El gobernador del estado Táchira es el jefe del ejecutivo del estado. Según el artículo debe ser "venezolano o venezolana, mayor de veinticinco y de estado seglar". Es elegido por cuatro años por mayoría simple y puede ser reelegido por una sola vez más. Antes de la promulgación de dicha Constitución la edad mínima era de treinta años.
El actual gobernador es Freddy Bernal, electo en el año 2021. Es apoyado por su principal partido PSUV.
Hasta 1989, los gobernadores de los estados venezolanos eran designados por el presidente de la República. El primer gobernador electo por la población de Táchira fue José Francisco Ron Sandoval (1990-1996), apoyado por el partido Acción Democrática.

## Requisitos legales
Según el Artículo 144 de la Constitución del Estado Táchira, para ser Gobernador de la entidad se requiere:
- Ser venezolano o venezolana por nacimiento, y sin otra nacionalidad;
- Mayor de veinticinco (25) años;
- De estado seglar;
- Inscrito o inscrita en el registro civil y electoral de la Circunscripción del Estado.

## Atribuciones legales
Según el Artículo 152 de la Constitución del Estado Táchira, son atribuciones legales del Gobernador de la entidad:
- Cumplir y hacer cumplir la constitución de la República, esta Constitución y las leyes de la República y del Estado.
- Velar por el cumplimiento y respeto a las garantías y derechos constitucionales y de aquellos que sin estar previstos en el texto constitucional y las leyes sean inherentes a la persona humana.
- Dirigir la acción de gobierno.
- Ejercer la máxima jefatura de la Administración Pública Estadal.
- Suscribir contratos de interés estadal y cualquier otro tipo de acuerdo o convenio.
- Presentar y promover la iniciativa legislativa del Estado en materia de su competencia.
- Nombrar y remover al secretario o a la secretaria general de Gobierno y a los o las integrantes del Consejo de Gobierno.
- Nombrar y remover a los miembros de las juntas directivas de los entes de la administración estatal.
- Nombrar al procurador o a la procuradora general conforme al procedimiento establecido en esta Constitución y la ley.
- Solicitar autorización al Consejo Legislativo para decretar las modificaciones a la Ley del Presupuesto del Estado permitidas por el ordenamiento legal y los créditos adicionales al presupuesto del Estado, conforme a la ley.
- Contratar operaciones de crédito público con las limitaciones y requisitos que establezca la ley.
- Presentar al Consejo Legislativo durante el primer semestre de cada año el informe anual de gestión del año precedente.
- Solicitar autorización al Consejo Legislativo o a su Comisión Delegada para la adquisición de bienes inmuebles con destino al patrimonio del Estado, así como para la enajenación o cesión en comodato de los mismos y de los bienes muebles que determine la ley.
- Presentar al Consejo Legislativo una evaluación semestral del cumplimiento de los objetivos y metas previstos en los planes coordinados de inversión y las líneas generales del plan de desarrollo socioeconómico del Estado en los términos y condiciones establecidos en la ley.
- Establecer políticas que contribuyan a la descentralización administrativa y promover la participación del Estado en la misma y la incorporación ciudadana a la formulación de políticas públicas, a la creación de organizaciones comunitarias de economía social; la gestión de las empresas públicas mediante mecanismos autogestionarios, cooperativas y empresas comunales de servicios; la creación de nuevos sujetos de descentralización en parroquias, comunidades, barrios y vecindades, y la realización de actividades con los establecimientos penales.
- Presidir el Consejo de Planificación y Coordinación de Políticas Públicas.
- Integrar y asistir al Consejo Federal de Gobierno de acuerdo con la Constitución y la ley.
- Ejercer, en su carácter de Comandante en Jefe de la Policía del Estado, la suprema autoridad jerárquica de la misma y adoptar las medidas necesarias para la seguridad y defensa del Estado, la soberanía e integridad del territorio.
- Celebrar con otros Estados, la República los municipios del Estado o tos municipios limítrofes de otras Entidades Federales acuerdos relativos a la administración, aprovechamiento y explotación de obras, servicios y recursos naturales, con la debida participación al Consejo Legislativo o su Comisión Delegada.
- Declarar el estado de emergencia en caso de calamidad pública y dictar las medidas necesarias para la reparación de tos daños causados, pudiendo disponer para ello de tos recursos financieros del Estado con sujeción a las leyes.
- Convocar al Consejo Legislativo para sesiones extraordinarias.
- Reglamentar total o parcialmente las leyes del Estado, sin alterar su espíritu, propósito y razón. Dictar tos reglamentos internos en materias de la competencia estadal.
- Administrar la Hacienda Pública y vigilar la recaudación e inversión de las rentas con sujeción a la ley.
- Dirigir informes o mensajes especiales al Consejo Legislativo, en forma personal o por medio del secretario o de la secretaria general de Gobierno o por algunos de tos miembros del Consejo de Gobierno.
- Rendir, anual y públicamente, cuenta de su gestión ante el contralor o la contralora general del Estado.
- Comparecer anualmente ante el Consejo Legislativo para presentar el proyecto de Ley de Presupuesto de Ingresos y Gastos Públicos en el lapso que fije la ley.
- Elaborar y presentar al Consejo Legislativo, durante el primer semestre del período constitucional, el plan de desarrollo económico y social así como el plan de inversión para dicho período.
- Dar el ejecútese a las leyes que sanciona el Consejo Legislativo y ordenar su publicación en la Gaceta Oficial, dentro de los primeros diez días siguientes a su recibo.
- Concurrir al Consejo Legislativo o a su Comisión Delegada, a requerimiento de aquellos o por propia decisión, para informar sobre cuestiones relacionadas con la administración estadal.
- Declararse en visita oficial en determinados municipios del Estado. Durante la misma se considera asiento del Poder Ejecutivo el sitio donde se encuentre el Gobernador o la Gobernadora de conformidad con esta Constitución.
- Fomentar los intereses del Estado, particularmente la educación básica, especial, artesanal, industrial y comercial; la protección a la niñez y la adolescencia; los servicios de salud y asistencia social y las vías de comunicación.
- Fomentar, proteger y divulgar el patrimonio moral, cultural e histórico del Estado.
- Constituir, con la aprobación del Consejo Legislativo o de su Comisión Delegada, las fundaciones, asociaciones, servicios autónomos o empresas del Estado, así como también los servicios públicos que crea necesarios, y proveer la dotación patrimonial de los mismos.
- Decretar y emprender las obras públicas en el territorio del Estado de acuerdo con las disposiciones legales sobre la materia y vigilar su ejecución y la inversión de los fondos que a las mismas se destinen.
- Cuidar de la conservación del orden público, administrativo y económico del Estado, vigilar que las funcionarias y los funcionarios públicos cumplan estrictamente sus funciones y solicitar, para quien corresponda, el juzgamiento y destitución en tos casos que sean procedentes.
- El Gobernador o la Gobernadora ejerce en el Consejo de Gobierno las atribuciones señaladas en tos numerales 6, 10, 13, 14, 15, 19, 20, 21, 22, 30, 33 y 34 de este artículo y las que le atribuya la ley.
- Las demás que te atribuyan las leyes o esta Constitución.

## Gobernadores

### Designados
| Desde       | Gobernador                | Partido Político   | Comentarios                                   | Ref.  |
| ----------- | ------------------------- | ------------------ | --------------------------------------------- | ----- |
| 1882-1883   | Juan Bautista Araujo      |                    | Como presidente del estado Los Andes.         |       |
| 1898-1898   | Espíritu Santo Morales    |                    | Como presidente del estado Los Andes.         |       |
| 1914-1925   | Eustoquio Gómez           | -                  | Designado por Juan Vicente Gómez.             |       |
| 1948        | Esteban Cardona Chalbaud  | -                  | Designado por el presidente                   | [ 1 ] |
| 1958 - 1959 | Santiago Ochoa            | -                  | Designado por el presidente                   |       |
| 1959 - 1960 | Ceferino Medina Castillo  | -                  | Designado por el presidente                   |       |
| 1960 - 1963 | Edilberto Escalante       | -                  | Designado por el presidente                   |       |
| 1963 - 1964 | Valmore Acevedo           | -                  | Designado por el presidente                   |       |
| 1964        | Tulio Guerrero Tablante   | -                  | Designado por el presidente                   |       |
| 1964 - 1966 | Luis E. Santos            | -                  | Designado por el presidente                   |       |
| 1966 - 1968 | Juan Galeazzi Contreras   | -                  | Designado por el presidente                   |       |
| 1968 - 1969 | Pedro P. Morales          | -                  | Designado por el presidente                   |       |
| 1969 - 1974 | Jorge F. Rad Rached       | -                  | Designado por el presidente                   |       |
| 1974 - 1977 | Luis E. Mogollón Carrillo | -                  | Designado por el presidente                   |       |
| 1977 - 1979 | Ricardo Méndez Moreno     | Acción Democrática | Designado por el presidente                   |       |
| 1979 - 1980 | Pedro Contreras Pulido    | COPEI              | Designado por el presidente                   |       |
| 1980 - 1982 | Idelfonso Moreno          | COPEI              | Designado por el presidente                   |       |
| 1980 - 1983 | Edgar Flórez              | COPEI              | Designado por el presidente                   |       |
| 1983 - 1984 | Ernesto Contreras         | COPEI              | Designado por el presidente                   |       |
| 1984 - 1989 | Luisa Teresa Pacheco      | Acción Democrática | Designado por el presidente                   |       |
| 1989        | Jorge E. Romero           | Acción Democrática | Último gobernador Designado por el presidente |       |

### Electos
| N.º  | N.º | Gobernador | Gobernador            | Período                | Período                | Partido | Elección | % de votos | Notas                                                                                            |
| N.º  | N.º | Retrato    | Titular               | Inicio                 | Final                  | Partido | Elección | % de votos | Notas                                                                                            |
| ---- | --- | ---------- | --------------------- | ---------------------- | ---------------------- | ------- | -------- | ---------- | ------------------------------------------------------------------------------------------------ |
|      | 1.  |            | José Ron Sandoval     | 23 de enero de 1990    | 23 de enero de 1996    |         | 1989     | 45,31      | Primer gobernador bajo elecciones directas.                                                      |
| 1992 | 1.  | 45,31      | José Ron Sandoval     | 23 de enero de 1990    | 23 de enero de 1996    |         |          |            | Primer gobernador bajo elecciones directas.                                                      |
|      | 2.  |            | Ricardo Méndez Moreno | 23 de enero de 1996    | 11 de enero de 1999    | 1995    | 37,27    |            |                                                                                                  |
|      | 3.  |            | Sergio Omar Calderón  | 11 de enero de 1999    | 5 de enero de 2000     |         | 1998     | 47,72      | En el año 2000 se realizaron elecciones adelantadas por la aprobación de una nueva constitución. |
|      | 4.  |            | Ronald Blanco La Cruz | 5 de enero de 2000     | 5 de enero de 2008     |         | 2000     | 50,03      |                                                                                                  |
| 2004 | 4.  | 57,47      | Ronald Blanco La Cruz | 5 de enero de 2000     | 5 de enero de 2008     |         |          |            |                                                                                                  |
|      | 5.  |            | César Pérez Vivas     | 5 de enero de 2008     | 10 de enero de 2013    |         | 2008     | 49,46      |                                                                                                  |
|      | 6.  |            | José Vielma Mora      | 10 de enero de 2013    | 23 de octubre de 2017  |         | 2012     | 54,00      |                                                                                                  |
|      | 7.  |            | Laidy Gómez Flórez    | 23 de octubre de 2017  | 4 de diciembre de 2021 |         | 2017     | 63,26      | Primera mujer electa como gobernadora de la entidad.                                             |
|      | 8.  |            | Freddy Bernal Rosales | 4 de diciembre de 2021 | 25 de mayo de 2025     |         | 2021     | 41,10      | Actual gobernador.                                                                               |
|      | 9.  |            | Freddy Bernal Rosales | 25 de mayo de 2025     | Actualidad             | GPPSB   | 2025     | 80,01      | Reelecto.                                                                                        |